# Alan Edelman

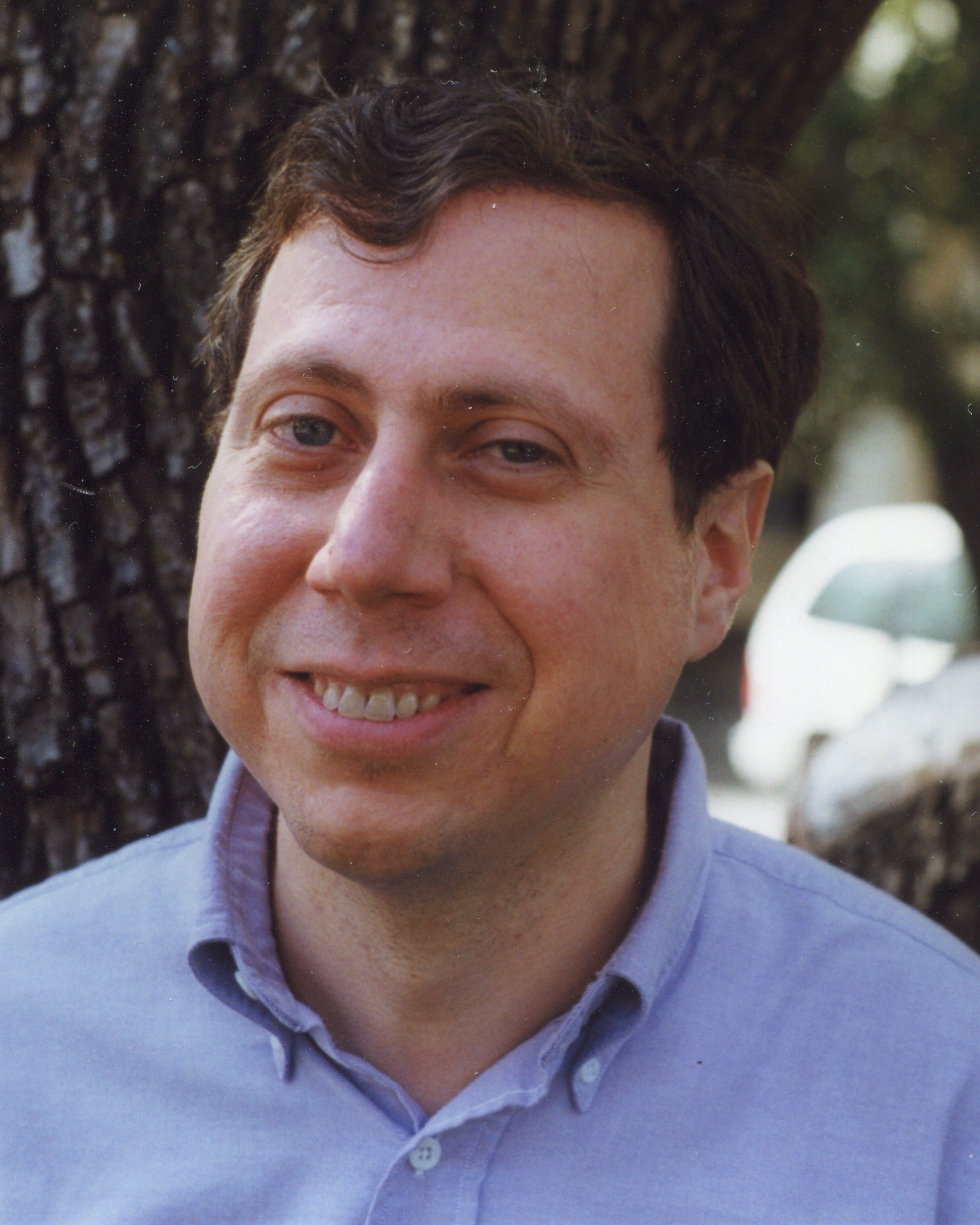
Alan Edelman 1999

Alan Stuart Edelman (* 1963 in Brooklyn) ist ein US-amerikanischer Mathematiker und Informatiker.
Edelman besuchte 1978/79 die Hampshire College Summer Studies in Mathematik (und lehrte dort 1982) und  studierte ab 1980 bis 1984 an der Yale University Mathematik mit dem Bachelor-Abschluss und Master-Abschluss. 1984/85 forschte er am IBM Thomas J. Watson Research Center, bevor er sein Studium 1985 am  Massachusetts Institute of Technology (MIT) fortsetzte, an dem er 1989 bei Lloyd N. Trefethen promoviert wurde (Eigenvalues and Condition Numbers of Random Matrices). Danach war er 1989/90  bei der Thinking Machines Corporation (TMC) von W. Daniel Hillis und 1990 in Toulouse bei CERFACS. 1990 bis 1993 war er Morrey Assistant Professor und Lev Fellow an der University of California, Berkeley. Er ist seit 1993 Assistant Professor, seit 1999 Associate Professor und seit 2002 Professor für Angewandte Mathematik am MIT und Principal Investigator am MIT Computer Science and AI Lab (CSAIL).
2004 gründete er die Firma Interactive Supercomputing, bei der er bis 2009 Chief Scientific Officer war und die von Microsoft übernommen wurde.
Er befasst sich mit Hochleistungsrechnen, Numerischer Mathematik, linearer Algebra und Zufallsmatrizen. Das Edelman-Gesetz der Verteilung der kleinsten Singulärwerte von Zufallsmatrizen sind nach ihm benannt und von ihm stammt der Zugang zu Zufallsmatrizen über stochastische Differentialoperatoren als Näherung finiter Differenzen und die Einführung von Beta-Mengen (Beta ensembles). Außerdem war er einer der Entwickler der Programmiersprache Julia und arbeitete über die Schnelle Fouriertransformation (Projekt The Future Fast Fourier Transform).
Er ist Fellow des IEEE (2017), der American Mathematical Society (2015) und der SIAM (2011). 1998 erhielt er den Chauvenet-Preis für einen Aufsatz mit Eric Kostlan, 2005 den Lester Randolph Ford Award mit Gilbert Strang,  2015 den Charles Babbage Award der IEEE Computer Society und 2019 den Sidney Fernbach Award des IEEE.	
Zu seinen Doktoranden zählt Ioana Dumitriu.

## Schriften (Auswahl)
Außer den in den Fußnoten zitierten Arbeiten.
- The distribution  and moments of the smallest  eigenvalue  of  arandom matrix of Wishart type, Linear Algebra Appl., Band 159, 1991,  S. 55–80
- mit H. Murakami: Polynomial roots from companion matrix eigenvalues, Mathematics of Computation, Band 64, 1995, S. 763–776
- The probability that a random real Gaussian matrix haskreal eigenvalues, related distributions, and the circular law, Journal of  Multivariate Analysis, Band 60, 1997, S. 203–232.
- mit T. A. Arias, S. T. Smith: The geometry of algorithms with orthogonality constraints, SIAM Journal on Matrix Analysis and Applications, Band 20, 1998, S. 303–353
- mit N. Raj Rao: Random matrix theory, Acta Numerica, Band 14, 2005, S. 1–65
- mit P. Koev: The efficient evaluation of the hypergeometric function of a matrix argument, Mathematics of Computation, Band 75, 2006, S. 833–846
- mit R. R. Nadakuditi: Sample eigenvalue based detection of high-dimensional signals in white noise using relatively few samples, IEEE Transactions on Signal Processing, Band 56, 2008, S. 2625–2638
- mit J. Ansel u. a.: PetaBricks: a language and compiler for algorithmic choice, ACM Sigplan Notices, Band 44, 2009, S. 38–49
- mit J. Bezanson, S. Karpinski, V. B. Shah: Julia: A fast dynamic language for technical computing, Arxiv 2012
- mit Michael La Croix: The Singular Values of the GUE (Less is More), Arxiv 2014
- mit J. Bezanson, S. Karpinski, V. B. Shah: Julia: A fresh approach to numerical computing, SIAM Review, Band 59, 2017, S. 65–98